# One of a kind (Don Airey)
One of a kind is een studioalbum van Don Airey. Het album werd opgenomen in de jaren 2016 en 2017. De muziek bestaat uit hardrock. Plaats van opnamen waren de Headline Music Studios in Harston, Cambridgeshire, Engeland. Volgens Menno von Brucken Fock in IO Pages 149 (juni 2018) liet album melodieuze hardrock horen, die lijkt op Deep Purple, Rainbow en Whitesnake, zonder dat peil te halen.  

## Musici
- Don Airey – toetsinstrumenten
- Carl Sentance – zang
- Laurence Cottle – basgitaar
- Simon McBride – gitaar
- Jon Finnigan – drumstel, percussie

Met
- Steve Bentley-Klein – stringsynthesizer

## Muziek
Alle muziek en teksten van de eerste compact disc zijn van Airey. Er verscheen een spaciale editie met daaraan gekoppeld een tweede cd met live-opnamen van een deel van een concert op 14 maart 2017 in de Fabrik, Hamburg.

| Nr. | Titel                      | Duur |
| --- | -------------------------- | ---- |
| 1.  | Respect                    | 4:39 |
| 2.  | All out of line            | 4:33 |
| 3.  | One of a kind              | 5:12 |
| 4.  | Every time I see your face | 3:22 |
| 5.  | Victim of pain             | 5:24 |
| 6.  | Running free               | 4:50 |
| 7.  | Lost boys                  | 4:51 |
| 8.  | Want you so bad            | 4:48 |
| 9.  | Children of the sun        | 4:03 |
| 10. | Remember to call           | 3:43 |
| 11. | Stay the night             | 4:20 |

| Nr. | Titel                                                                               | Duur |
| --- | ----------------------------------------------------------------------------------- | ---- |
| 1.  | Pictures of home (Ritchie Blackmore, Ian Gillan, Roger Glover, Jon Lord, Ian Paice) | 5:52 |
| 2.  | Since you’ve been gone (Russ Ballard)                                               | 3:41 |
| 3.  | I surrender (Russ Ballard)                                                          | 4:13 |
| 4.  | Still got the blues (Gary Moore)                                                    | 6:36 |

Pictures of home is van Deep Purple waar Don Airey vaak mee optrad. Since you been gone is een nummer/hit van Rainbows album Down to earth, Airey maakte toen deel uit van Rainbow; I surrender is afkomstig van Rainbows album Difficult to cure. Still got the blues is de wereldhit van Gary Moore, in wiens begeleidingsband Airey zat.